# Violent Thing
Violent Thing è il singolo di debutto del cantante sloveno Ben Dolic, pubblicato il 27 febbraio 2020 su etichetta discografica Universal Music Group. Il brano è scritto da Borislav Milanov, Peter St. James, Dag Lundberg, Jimmy Thorén e Connor Martin.
Il brano è stato selezionato internamente da una giuria di cento persone disposta dall'ente radiotelevisivo tedesco NDR per rappresentare la Germania all'Eurovision Song Contest 2020 a Rotterdam, nei Paesi Bassi. Facendo la Germania parte dei Big Five, il brano avrà accesso direttamente alla serata finale del 16 maggio 2020.

## Tracce
1. Violent Thing – 3:18